# Il'ja Popov
Il'ja Dmitrievič Popov (in russo Илья Дмитриевич Попов?; San Pietroburgo, 4 aprile 1995) è un cestista russo.

## Palmarès
- Coppa di Russia: 1

Uralmaš Ekaterinburg: 2024-2025